# Сьюдад-Обрегон
Сьюдад-Обрегон (исп. Ciudad Obregón) — город в Мексике, штат Сонора, входит в состав муниципалитета Кахеме и является его административным центром. Численность населения, по данным переписи 2020 года, составила 329 404 человека.
Город обслуживает международный аэропорт Сьюдад-Обрегон.

## История
Поселение было основано в 1906 году как рабочий лагерь при строительстве Южно-Тихоокеанской железной дороги. В 1907 году началось строительство железнодорожной станции Кахеме, а в 1910 году вокруг станции началось строительство домов.
28 июля 1928 года поселение получило статус города и сменило название на Obregón в честь президента Мексики — Альваро Обрегона.

## Фотографии
| - Центральная площадь города - Башня с часами - Одна из улиц города - Лагуна Найнари |